# Cinemaxx

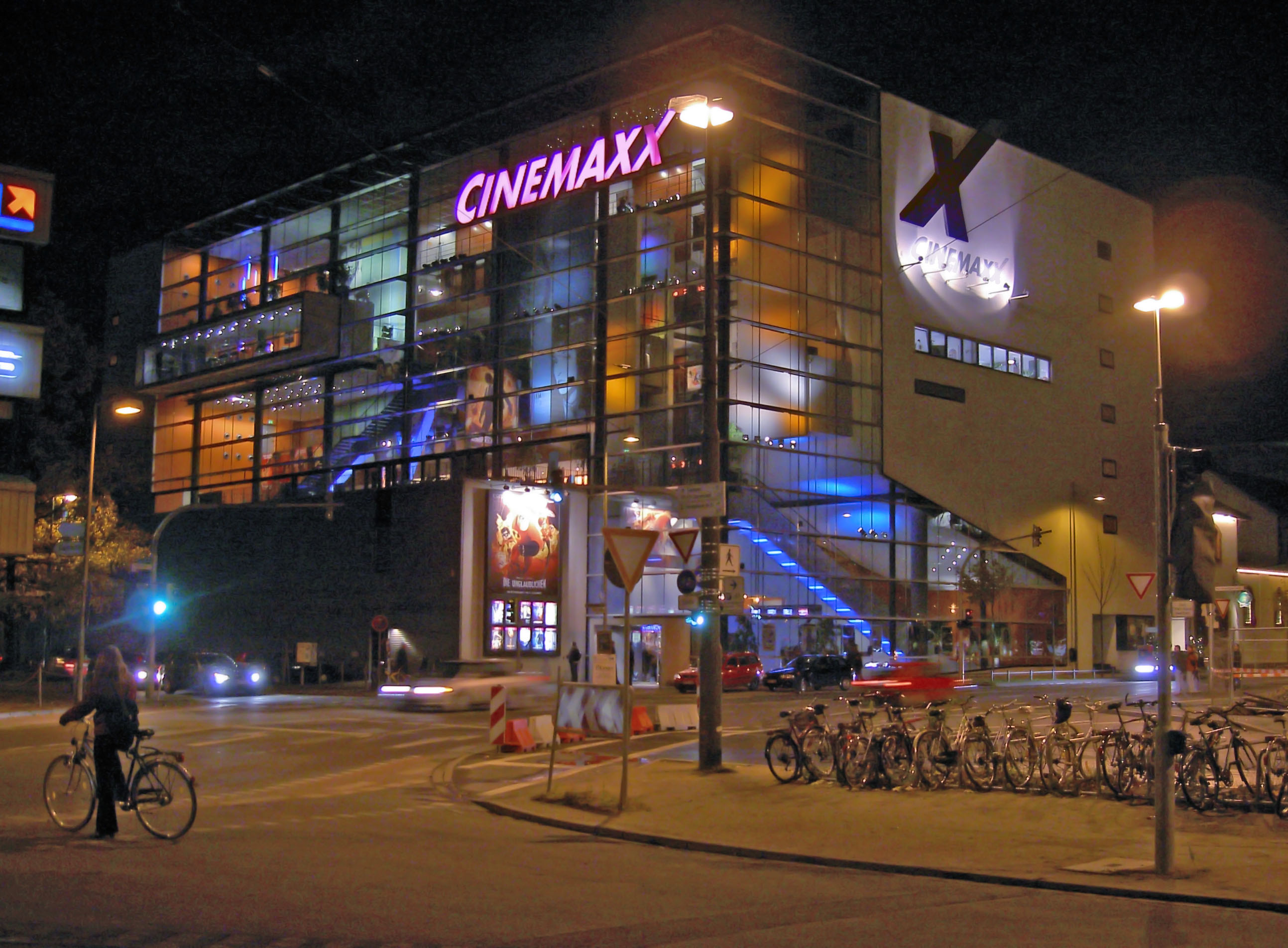
Cinemaxx de la ville de Darmstadt.

Cinemaxx est une chaîne allemande de salles de cinéma fondée en 1998 par Hans-Joachim Flebbe. Elle exploite majoritairement des multiplexes, mais possède également des salles de plus petite capacité portant le nom de Maxx. Son siège social se trouve à Hambourg.

## Historique

### Les débuts
En 1973 le fondateur de l'entreprise Cinemaxx Hans-Joachim Flebbe a commencé dans la branche du cinéma en tant qu'étudiant, il tenait la caisse du cinéma d'Apollo à Hanovre, puis est monté jusqu'à directeur des programmes du cinéma Kriselnden également dans sa ville d'origine.
En 1977, Flebbe ouvre son premier cinéma à Hanovre. Dans les années quatre-vingt, l'entreprise reprenait déjà de nombreux autres cinémas d'Allemagne, à Hambourg, Brunswick et Berlin.

### Expansion
À la fin des années 1990 et au début des années 2000, le groupe construit de nombreux multiplexes en Allemagne pour atteindre le nombre de 29 cinémas en 2015. Il enchaîna au début du XXIe siècle avec l'ouverture de trois multiplexes au Danemark, c'est le début de l'expansion du groupe à l'étranger, en 2012 Cinemaxx est implanté en Turquie, en Suisse ainsi qu'en Espagne.
En avril 2016, le groupe innove avec des salles pour les enfants, les Cinemaxx Junior avec toboggans et piscine à boules sont proposés dans les dix-huit multiplexes qu'à fait construire l'entreprise en Indonésie.